# پومزی ناد اوهری
پومزی ناد اوهری (به چکی: Pomezí nad Ohří) یک منطقهٔ مسکونی در جمهوری چک است که در ناحیه خب واقع شده‌است. پومزی ناد اوهری ۱۰٬۷۰ کیلومتر مربع مساحت و ۲۰۰ نفر جمعیت دارد و ۴۶۸ متر بالاتر از سطح دریا واقع شده‌است.